# تغليف (علوم حاسوب)
التغليف أو الكبسلة وتعرف أيضا بـإخفاء المعلومات (بالإنكليزية Encapsulation) هي واحدة من صفات البرامج الكائنية والتي تعتمد بشكل أساسي على وضع الجوانب المتوقع تغيرها في المستقبل في برنامج ما في مكان محدد وإخفاء تفاصيل تنفيذها بحيث لا تؤثر على الأماكن الأخرى التي تستخدمها في حال تم تغييرها.
و يمكن تعريف التغليف على أنه التأكد أن المصدر المستخدم لا يستطيع أن يغير البيانات الداخلية لكائن بطريقة مفاجئة، فقط أعضاء الكائن الداخلية يسمح لها بتعديل حالة الكائن وبياناته. أي أنه لا يمكن التلاعب بالكائن وتغير معلوماته بأي طريقة بل أن هناك واجهة استخدام خاصة يضعها المبرمج ومن خلالها يمكن تغيير بيانات الكائن الداخلية وحالته.